# Emanuel Araújo
Emanuel Oliveira de Araújo (Aracaju, 24 de dezembro de 1942 — Brasília, 15 de junho de 2000) foi um historiador, tradutor e editor brasileiro. Conhecido como um dos poucos brasileiros a dominar concomitantemente: grego, latim, hebraico e línguas egípcias. Uma de suas principais traduções, “Escrito para a Eternidade”, corresponde a 480 páginas de ensinamentos dos antigos egípcios, traduzidos dos originais da literatura faraônica (5500 a 343 a.C.). Escreveu uma das maiores obras sobre editoração em português, A Construção do Livro: princípios da técnica de editoração (1986), prefaciada por Antônio Houaiss – filólogo, membro da Academia Brasileira de Letras e editor chefe do Dicionário Houaiss da Língua Portuguesa, com quem estabeleceu amizade e parceria de trabalho. Houaiss, elogiou A construção do livro como "um passo à frente na bibliologia brasileira, impondo-se como a obra de consulta e referência indispensável em tudo quanto se refira aos temas do seu amplo espectro teórico e prático". Ela continua sendo a obra de referência mais consultada por profissionais e leigos interessados no processo de produção editorial.

## Biografia e carreira
Exerceu a docência e a pesquisa no Departamento de História da Universidade de Brasília, entre 1968 e 1971, retornando em 1989, na condição de professor reintegrado. Em 22 de março de 1995, tornou-se professor titular, tendo recebido nota máxima nas provas de títulos e na arguição.
Concluiu em 1965 o curso de teoria do teatro da Escola de teatro da Universidade Federal da Bahia, onde chegou a ministrar cursos de dramaturgia e literatura dramática. Também foi crítico de teatro, escrevendo para o Jornal da Bahia, em Salvador.
Em 1966, Emanuel Araújo foi para Brasília, sendo orientado pelo Professor Eudoro de Sousa, helenista português, criador e diretor do Centro de Estudos Clássicos da UnB, tradutor de obras como a Poética de Aristóteles e As Bacantes de Eurípedes e autor de livros como Dioniso em Creta e Horizonte e Complementariedade. A convivência com Eudoro de Sousa possibilitou a Emanuel Araújo uma sólida e erudita formação nas Klassische Altertumswissenschaft. É deste período seu primeiro livro, baseado em seu doutorado: O êxodo hebreu: raízes histórico-sociais da unidade judaica, de 1970.
Após o afastamento da UnB por motivos políticos, Emanuel Araújo estabeleceu-se no Rio de Janeiro, iniciando uma profícua carreira como editor, exercendo essa função nas editoras Bloch, Record e José Olympio. Foi membro das equipes da Enciclopédia Mirador Internacional, na qual trabalho com Antônio Houaiss, e da Enciclopédia Ilustrada do Brasil, e responsável pela publicação de coleções de documentos, como por exemplo, Cartas de D. Pedro I à Marquesa de Santos. Chefiou os setores de editoração no Centro de Pesquisa e Documentação Histórica da Fundação Getúlio  Vargas e do Arquivo Nacional. Desta produtiva experiência surgiu: Publicações de documentos históricos, de 1985 e A Construção do Livro: princípios da técnica de editoração, de 1986.
A construção do livro destina-se a todos que se interessam por livros e pelo processo de produção editorial. Apostando na existência do livro-objeto pelos séculos futuros, e ciente dos avanços tecnológicos gráficos e editoriais, Emanuel explica os antecedentes históricos da produção, e detalha os procedimentos mais recentes de sua época. Uma nova edição revista e atualizada foi lançada em 2008 pela Lexikon Obras de Referência e a Fundação Editora da UNESP, com apoio da Fundação Biblioteca Nacional. O texto original foi acrescido das técnicas surgidas nas últimas duas décadas desde sua primeira publicação. Para facilitar o entendimento e a aplicação dos procedimentos editoriais, o livro é dividido em duas partes. Na primeira, são tratados os problemas de normalização, a fim de solucionar dúvidas e auxiliar os editores, revisores e tradutores quanto à padronização. Na segunda parte, o autor trata do processo industrial do livro, mostrando a designers, supervisores editoriais e produtores gráficos os elementos essenciais para o desempenho de suas tarefas. Por sua clareza e riqueza de informações.
Mesmo após sua reintegração ao quadro docente da Universidade de Brasília, Emanuel continuou na área editorial a serviço da Editora Universidade de Brasília/EDU. Foi seu diretor nos anos de 1992 e 1993 e, depois, Presidente do Conselho Editorial – cargo que somente a morte, em 2000, o afastou. Segundo o professor Amado Luiz Cervo: 
Toda a Universidade de Brasília reconhece o êxito de Emanuel Araújo na consolidação da EDU como uma editora universitária moderna, pluralista em seu escopo, acadêmica em sua qualidade e comunitária em seu alcance. Não perderia, ademais, nosso Professor de múltiplos méritos, a oportunidade de imprimir o toque do humanista às linhas de ação da EDU. Basta percorrer o catálogo para verificar quantos títulos de autores clássicos e de estudos clássicos foram lançados.— Amado Luiz Cervo
Se A construção do livro tornou-se obra incontornável e referencial para os editores brasileiros, dois de seus outros livros, O Teatro dos Vícios: transgressão e transigência na sociedade urbana colonial, publicado em 1993, e Escrito para a Eternidade: a literatura no Egito Faraônico, obra póstuma, publicada três meses após sua morte, não são menos brilhantes. 
Escrito para a Eternidade é a tradução de textos originais da literatura faraônica, representantes dos gêneros literários do antigo Egito: literatura fantástica; literatura aventuresca; literatura dramática; literatura crítica; e literatura gnômica. Emanuel afirma que pretendeu fornecer uma seleção de textos que proporcionasse uma visão de conjunto do acervo literário do Egito antigo. Um corpo que fosse representativo da riqueza temática e recursos estilísticos daquela produção literária. Procurou manter o espírito da dicção egípcia, por mais que soassem estranhas certas locuções, repetições, fórmulas etc., descartando qualquer tipo de paráfrase ou interferência maior. Assim, o(a) leitor(a) teria a possibilidade de uma aproximação maior com aquele universo literário, sem evitar as dificuldades e a complexidade inerentes à natureza dos originais. Acreditava que esses textos interessavam não somente à história da literatura, mas talvez ainda mais à da civilização.
Já O Teatro dos Vícios – Transgressão e Transigência na Sociedade Urbana Colonial é um texto relevante para a história social e das mentalidades do Brasil colônia. O autor destaca que desde 1500 o Brasil mudou de regime político, grosso modo, três vezes: colônia, império e república. Reflete que, no entanto, situações sociais básicas tivessem permeado incólumes quase cinco séculos. Não “continuidade” na forma. Mas distorções e desequilíbrios na estrutura de poder e na fórmula geral com que o Estado, ou quem o representa, mantém seu domínio sobre as pessoas.

### Vida pessoal
Foi casado com Sônia Maria S. de Lacerda, professora do departamento de História da Universidade de Brasília, e autora de Metamorfoses de Homero: história e antropologia na crítica setecentista da poesia épica.

## Formação acadêmica
- Graduação pela Universidade Federal da Bahia em Teoria do Teatro em 1965.
- Mestrado pela Universidade de Brasília (1968) - Título: O Oriente Próximo e o Egeu: elaboração e vigência dos substratos orientais no mundo egéico desde o neolítico até o século VII a.C., Orientador: Prof. Eudoro de Souza.
- Doutorado pela Universidade de Brasília (1969) - Título: O Êxodo Hebreu: raízes histórico-sociais da unidade judaica, Orientador: Prof. Oswaldo Colatino de Araújo Góes.

## Títulos
- Professor Emérito (post mortem) da Universidade de Brasília (2002).[2][3]

## Obras
Livros
- O Êxodo Hebreu: Raízes Histórico-Sociais da Unidade Judaica. Brasília: Ed. Universidade de Brasília, 1970.
- Publicação de Documentos Históricos. Rio de Janeiro: Arquivo Nacional, 1985.
- A Construção do Livro: Princípios da Técnica de Editoração. Rio de Janeiro: Nova Fronteira, 1986.[5]
- O Teatro dos Vícios: Transgressão e Transigência Na Sociedade Urbana Colonial. 	Rio de Janeiro: José Olympio, 1993.

Capítulos de livros publicados
- A Arte da Sedução: Sexualidade Feminina Na Colonia. In: Mary Del Priore. (Org.). História das mulheres no Brasil. São Paulo: Contexto, 1997

Artigos completos publicados em periódicos
- O Tempo Em Que Os Anjos Ensinaram Segredos Aos Homens. Textos de História, Brasília, v. 3, n. 1, p. 128-144, 1995.
- Pobres Faraós Divinos... Textos de História, Brasília, v. 4, n. 2, p. 5-29, 1996.
- Vida nova à força: degredados em Salvador no século XVI. Textos de História, Brasília, v.6, n. 1-2, p. 57-75, 1998.

Tradução
- TRAUNECKER, Claude. Os deuses do Egito.  Brasília: Editora Universidade de Brasília, 1995.

Tradução, Introdução, Notas e Apêndices
- Papiro Dramatico do Ramesseum. São Paulo: Escola de Comunicações e Artes da Universidade de São Paulo, 1974.
- Escrito para a eternidade: a literatura no Egito faraônico. Brasília: EdUnB, 2000.[2][3]

Introdução, Notas e Apêndices
- VILHENA, Luís dos Santos. Pensamentos políticos sobre a Colônia. Rio de Janeiro: Arquivo Nacional, 1987.

Coordenação editorial
- Cartas de Pedro I à marquesa de Santos. Rio de Janeiro:  Arquivo 	Nacional/Nova Fronteira, 1984.

Preparação e notas
- MATOS, Gregório de. Obra Poética. Rio de Janeiro: Record, 1992.